# 가재환
가재환(賈在桓, 1940년 ~)은 대한민국의 제12대 사법연수원장 등을 역임한 법조인이다.

## 생애
1940년 대전광역시에서 태어난 가재환은 대전고등학교를 졸업하고 서울대학교 법학과에 재학 중이던 1962년 제15회 고등고시 사법과에 합격하였다. 서울대학교를 졸업하고 육군 법무관으로 3년동안 복무하다가 1968년 서울민사지방법원 판사에 임용되어 1971년 서울형사지방법원, 서울지방법원 동부지원, 1973년 서울민사지방법원, 대구지방법원으로 전보되어 판사를 하다가 1975년부터 1977년까지 대법원 재판연구관을 거쳐 1977년에 서울고등법원 판사와 법원행정처 기획담당관을 겸직하여 재직하였으며 1978년에 서울고등법원 판사를 전업하였다.
1981년에 부장판사로 승진한 가재환은 1984년까지 서울민사지방법원에서 재직하다가 1981년부터 1986년까지 대법원장 비서실장으로 근무하였으며 대법원장 비서실장으로 재직하던 1985년에 서울고등법원에서 부장판사를 하다가 1991년에 서울지방법원 남부지원장에 부임하였다. 1년 남짓 서울지방법원 남부지원장을 하다가 1992년 2월에 법원장으로 승진하여 창원지방법원에서 법원장을 하면서 경상남도 선거관리위원회 위원장을 겸직하였으며 1994년에 사법연수원장으로 전보되어 중앙선거관리위원회 위원을 겸직하였다. 사법연수원장을 마지막으로 1999년에 공직에서 물러나 법무법인 태평양에서 고문 변호사를 맡으면서 2000년부터 이화여자대학교 법과대학 법학과 초빙교수를 하였으며 2000년과 2001년에는 대한변호사협회에서 각각 21세기법조제도연구실무위원회 위원장과 제3대 변호사연수원 원자를 맡았으며 2005년에는 민영화된 기업인 두산인프라코어 사외이사로 활동하였다. 2006년에 임명된 서울특별시 사회복지공동모금회 회장을 2008년까지 맡았으며 2009년부터는 서울특별시 노인정책 전략그룹 위원을 맡고 있다.
법관으로 재직하면서 '미국의 법원과 사법운영'(법원행정처, 1981), '사법운영의 이론과 실제'(박영사, 1995), '법조책임론'(사법연수원 제1판, 1999)
'법관론'(사법연수원 제2판, 1999), '한국법조론'(사법연수원, 2002), '법조윤리론'(사법연수원, 2001)을 출판하였던 가재환은 2000년부터 현재까지 사법연수원 강사를 하고 있으며 법조 인력 증원을 줄기차게 주장했다.
서울고등법원 형사1부 재판장으로 재직하던 1988년 7월 12일 오전 10시에 구로구청 부정투표함 사건 관련자로 1심에서 징역2년이 선고된 피고인에 대한  항소를 기각하자 재판 직후인 11시에 사건 관련자와 가족 등 30여명이  대법원 청사 앞에 모여 "비록 검사가 항소한 것이지만 피고인에게 단 한마디의 진술 기회도 주지 않고 일방적으로 재판을 끝낸 것은 부당하다"며 "재판을 통해 사건 진상 공개하라"고 하면서 1시간동안 시위를 했다.
가재환이 대법원장 비서실장으로 재직할 때 안기부 수사5과에 "이일규 판사의 판결대로 확정될 경우 수사기관의 간첩조사가 불능할 뿐만 아니라 앞으로 간첩사건 재판에 큰 문제점이 있다"라고 말한 사실이  <간첩 송지섭 상고심 파기환송에 따른 법원동향 보고>에 적시되어 논란이 있었다.

## 학력
- 1963년 서울대학교 법과대학 졸업
- 1964년 서울대학교 사법대학원 졸업
- 1980년 하버드대학교 로스쿨 연수

## 경력
- 1964년 ~ 1967년 육군법무관
- 1968년 ~ 1970년 서울민사지방법원 판사
- 1971년 서울형사지방법원 판사
- 1971년 ~ 1973년 서울지방법원 동부지원 판사
- 1973년 서울민사지방법원 판사
- 1973년 ~ 1975년 대구지방법원 판사
- 1975년 ~ 1977년 대법원 재판연구관
- 1977년 ~ 1978년 법원행정처 기획담당관
- 1977년 ~ 1981년 서울고등법원 판사
- 1981년 ~ 1984년 서울민사지방법원 부장판사
- 1981년 ~ 1986년 대법원장 비서실장
- 1985년 ~ 1991년 서울고등법원 부장판사
- 1991년 ~ 1992년 서울지방법원 남부지원장
- 1992년 ~ 1993년 창원지방법원장(경상남도 선거관리위원장)
- 1993년 법원행정처 차장
- 1993년 ~ 1994년 서울민사지방법원장(서울특별시 선거관리위원장)
- 1994년 ~ 1999년 사법연수원장(중앙선거관리위원)
- 1999년 ~ 현재 법무법인(유한) 태평양
- 2000년 ~ 2002년 대한변호사협회 21세기법조제도연구실무위원회 위원장
- 2001년 ~ 2003년 대한변호사협회 변호사연수원장
- 2006년 ~ 2008년 서울 사회복지공동모금회 회장
- 2009년 ~ 현재 서울특별시 노인정책 전략그룹 위원

## 주요 판결
- 서울고등법원 형사2부 재판장으로 재직하던 1988년 2월 23일에 범양상선 외화 도피 사건 한상연 등 피고인 4명에게 특정경제범죄 가중처벌법과 외국환관리법 등을 적용하여 한상연에게 징역5년 추징금 2억 3423만 2천원, 나머지 3명에게 각각 징역2년6월 집행유예3년을 선고하면서 "한상연을 제외한 나머지 피고인들은 국외로 도피한 외화가 반입되어 실제 이익을 본 바가 없다"며 1심에서 선고된 26억 1860만원 추징금 가운데 한상연 피고인 부분을 제외하고 선고유예를 선고했다.[5]